# Sandomierskie Towarzystwo Pasjonatów Fotografii
Sandomierskie Towarzystwo Pasjonatów Fotografii – stowarzyszenie utworzone w 2010 roku w Sandomierzu z inicjatywy Franciszka Makowskiego.

## Działalność
Sandomierskie Towarzystwo Pasjonatów Fotografii organizuje plenery, wystawy, konkursy fotograficzne. Podstawowym celem działalności STPF jest utrwalanie widoków Sandomierza. Miejscem spotkań członków i sympatyków stowarzyszenia jest zakład fotograficzny Ewy Sierokosz – „Fotografika”.
Sandomierskie Towarzystwo Pasjonatów Fotografii dysponuje dwiema galeriami na Starówce, w których członkowie prezentują swoje zdjęcia. Od 10 marca 2010 roku, przy wejściu do Zakładu Fotograficznego Ewy Sierokosz, funkcjonuje Galeria Fotograficzna „Piętnastka”. Jest to galeria autorska członków Sandomierskiego Towarzystwa Pasjonatów Fotografii.

## Członkowie zarządu
- Ewa Sierokosz – prezes
- Zdzisław Puchała – członek zarządu
- Andrzej Kozicki – członek zarządu

## Członkowie
Witold Targowski, Janusz Korman, Marian Nietrzeba, Tomasz Sierokosz, Franciszek Makowski, Tomasz Latański, Janusz Sierokosz, Marcin Sierokosz, Piotr Butryn, Łukasz Hoffman, Bartłomiej Orłowski, Rachid Hemine, Andrzej Skoczkowski, Urszula Chabel, Albert Kopeć, Anna Osemlak, Paweł Malecki.

## Wybrane wystawy
- „Sandomierz – pejzaż niebanalny” (Muzeum Regionalne w Piasecznie 2016)[5]
- „Na wysokim brzegu Wisły stoi Sandomierz” (2013)
- „Sandomierska nekropolia”. Cmentarz Katedralny w fotografii Ewy Sierokosz (2012)
- „Sandomierskie uliczki, zaułki i miejsca magiczne” (2012)[6]
- „Konfrontacje” – wystawa fotografii Eweliny Ury i Patryka Goszczyńskiego (Sandomierz 2012)[7]
- „Na  jesieni świat się mieni” (Sandomierz 2011)
- Wernisaż otwierający I Festiwal Krzemienia Pasiastego w Sandomierzu – „Ewa Sierokosz i Ewelina Ura – Fotografia” (Sandomierz 2011)[8]
- „Nie – Wierna Rzeka” (Sandomierz 2011)
- „Traktat manekinów” (Sandomierz 2011)[9]